# Carl Barât
Carl Ashley Raphael Barât, född 6 juni 1978 i Basingstoke i Hampshire, är en brittisk musiker, mest känd för att ha spelat i banden Dirty Pretty Things och The Libertines. Barât är även verksam som soloartist.

## Biografi
Carl Barât föddes i Basingstoke men tillbringade större delarna av sin barndom i Whitchurch i Hampshire. I en intervju med Blender Magazin 2004 sade han sig ha franska, polska och ryska rötter, även om vissa källor påstår att han även är delvis spansk. Hans föräldrar skilde sig när han var liten och han bodde delvis hos båda två.
Hans syster Lucie Barât är sångerska i The Fay Wrays och skådespelerska. Hon medverkade bland annat i filmen Troja. Han har även tre halvsyskon.

### Karriär
Barât blev först känd tillsammans med Pete Doherty som sångare, gitarrist och låtskrivare i The Libertines, som hann släppa två album innan gruppen splittrades 2004. Under 2010 har gruppen återförenats, och 2015 släppte de albumet Anthems for Doomed Youth.
Han har även verkat som frontman och gitarrist i rockbandet Dirty Pretty Things.
2010 släppte han sitt första självbetitlade soloalbum. Under 2013 meddelade Barât att gitarristen Johnny Marr (från The Smiths) och trummisen Andy Burrows (från Razorlight och We Are Scientists) skulle medverka på hans andra soloalbum, som var planerat att släppas under 2013.
Under 2014 skapade han sitt nya band, The Jackals.